# 私は私をあとにして
『私は私をあとにして』（わたしはわたしをあとにして）は、熊木杏里4枚目のアルバム。2007年10月24日に、キングレコードからリリース。

## 解説
DVD同梱の初回限定盤と通常盤の2形態で発売。DVDには「新しい私になって」「春の風」「七月の友だち（ロングｖｅｒ）」「新しい私になって」「七月の友だち」6曲を収録。

## 収録曲
- 作詞・作曲：熊木杏里（特記以外）
- 編曲：吉俣良

1. 新しい私になって
  - 作詞：中島信也・熊木杏里
  - 7thシングル表題曲。資生堂企業広告CMソング。
2. 春の風
  - 8thシングル表題曲。映画「バッテリー」主題歌。
3. 七月の友だち
  - 9thシングル表題曲。
4. 最後の羅針盤
  - NHK土曜ドラマ「病院のチカラ～星空ホスピタル～」主題歌。
5. 君まではあともう少し
6. 幽霊船に乗って
  - 8thシングルのカップリング。
7. 月の傷
8. 0号
9. 一等星
  - ロッテチョコレート「紗々」CMソング。
10. 朝日の誓い
  - 作曲：吉俣良
  - 7thシングルのカップリング。
  - フジテレビ系スペシャルドラマ「奇跡の動物園 2007 ～旭山動物園物語～」ED。
  - ユニクロ「Wide Leg」CMソング。
11. 水に恋をする
12. ひみつ
  - ユニクロ「ヒートテックインナー」CMソング。